# Llista de monuments d'Artés
Llista de monuments d'Artés inclosos en l'Inventari del Patrimoni Arquitectònic Català per al municipi d'Artés (Bages). Inclou els inscrits en el Registre de Béns Culturals d'Interès Nacional (BCIN) amb la classificació de monuments històrics i els Béns Culturals d'Interès Local (BCIL) de caràcter arquitectònic.
| Monument                                             | Protecció   | Estil/època                                                    | Localització                                                | Coordenades                                          | Codi?         | Imatge |
| ---------------------------------------------------- | ----------- | -------------------------------------------------------------- | ----------------------------------------------------------- | ---------------------------------------------------- | ------------- | --- |
| Castell d'Artés                                      | BCIN 734-MH | Romànic, gòtic, obra popular XII-XV                            | Artés Pl. Vella o Major                                     | 41° 47′ 58″ N, 1° 57′ 02″ E / 41.799316°N,1.950434°E | RI-51-0005182 | Castell d'Artés · Vegeu més fotos d'aquest monument · Carregueu una nova foto d'aquest monument                                      |
| Masia les Torres                                     | BCIN 735-MH | Romànic XI                                                     | Artés                                                       | 41° 47′ 32″ N, 1° 55′ 41″ E / 41.792152°N,1.927931°E | RI-51-0005183 | Masia les Torres (Artés) · Vegeu més fotos d'aquest monument · Carregueu una nova foto d'aquest monument                             |
| Ajuntament, o Casa de la Vila                        |             | Historicisme, eclecticisme XIX                                 | Artés Ctra. a Calders                                       | 41° 47′ 53″ N, 1° 57′ 18″ E / 41.798129°N,1.955053°E | IPA-16172     | Ajuntament (Artés) · Vegeu més fotos d'aquest monument · Carregueu una nova foto d'aquest monument                                   |
| Can Crusellas, Llar d'Avis                           |             | Historicisme XIX                                               | Artés C. Parres, 2                                          | 41° 47′ 51″ N, 1° 57′ 19″ E / 41.797558°N,1.955157°E | IPA-16174     | Can Crusellas (Artés) · Vegeu més fotos d'aquest monument · Carregueu una nova foto d'aquest monument                                |
| Església parroquial de Santa Maria d'Artés           |             | Eclecticisme XIX-XX                                            | Artés Pl. de l'Església                                     | 41° 47′ 54″ N, 1° 57′ 12″ E / 41.798382°N,1.953231°E | IPA-16176     | Església parroquial de Santa Maria d'Artés · Vegeu més fotos d'aquest monument · Carregueu una nova foto d'aquest monument           |
| Plaça Major, o plaça Vella d'Artés                   |             | Preromànic, romànic, renaixement, barroc X-XII, XVII-XVIII, XX | Artés Pl. Major                                             | 41° 47′ 58″ N, 1° 57′ 03″ E / 41.799346°N,1.950699°E | IPA-16180     | Plaça Major (Artés) · Vegeu més fotos d'aquest monument · Carregueu una nova foto d'aquest monument                                  |
| Cal Gibert, o Cal Posa, Caves Gibert                 |             | Obra popular XVI-XIX                                           | Artés C. Ferrer i Solervicens, 10                           | 41° 47′ 57″ N, 1° 57′ 11″ E / 41.799156°N,1.953135°E | IPA-16182     | Cal Gibert (Artés) · Vegeu més fotos d'aquest monument · Carregueu una nova foto d'aquest monument                                   |
| Sindicat Agrícola d'Artés                            |             | Noucentisme XX Mitjan                                          | Artés C. Rocafort, 44                                       | 41° 47′ 50″ N, 1° 57′ 05″ E / 41.797322°N,1.951479°E | IPA-16183     | Sindicat Agrícola d'Artés · Vegeu més fotos d'aquest monument · Carregueu una nova foto d'aquest monument                            |
| Fàbrica de Cal Berenguer                             |             | XIX-XX                                                         | Artés Ctra. de Prats - c. St. Víctor                        | 41° 48′ 01″ N, 1° 57′ 18″ E / 41.800146°N,1.954984°E | IPA-16184     | Fàbrica de Cal Berenguer (Artés) · Vegeu més fotos d'aquest monument · Carregueu una nova foto d'aquest monument                     |
| Can Pujol Vell                                       |             | Obra popular XVIII                                             | Artés Ctra. de Cabrianes a Artés, km 3,7                    | 41° 48′ 15″ N, 1° 56′ 19″ E / 41.804300°N,1.938594°E | IPA-16185     | Can Pujol Vell (Artés) · Vegeu més fotos d'aquest monument · Carregueu una nova foto d'aquest monument                               |
| Mas Riusec                                           |             | Obra popular XVII-XIX                                          | Artés Camí de Salabernada, ctra. d'Avinyó, km 46 a mà dreta | 41° 48′ 32″ N, 1° 57′ 38″ E / 41.808852°N,1.960561°E | IPA-16186     | Mas Riusec (Artés) · Vegeu més fotos d'aquest monument · Carregueu una nova foto d'aquest monument                                   |
| Mas Salabernada                                      |             | Obra popular XVIII                                             | Artés Camí de Salabernada, ctra. Avinyó, a 1,5 km           | 41° 48′ 21″ N, 1° 58′ 22″ E / 41.805882°N,1.972851°E | IPA-16187     | Mas Salabernada (Artés) · Vegeu més fotos d'aquest monument · Carregueu una nova foto d'aquest monument                              |
| Restes de l'Església romànica de Santa Maria d'Artés |             | Romànic XII                                                    | Artés Pl. Major                                             | 41° 47′ 59″ N, 1° 57′ 03″ E / 41.799675°N,1.950743°E | IPA-16191     | Restes de l'església romànica de Santa Maria d'Artés · Vegeu més fotos d'aquest monument · Carregueu una nova foto d'aquest monument |
| Casa de les Ferreres                                 |             | Obra popular XVII                                              | Artés Pl. Major, 1                                          | 41° 47′ 59″ N, 1° 57′ 01″ E / 41.799590°N,1.950383°E | IPA-16194     | Casa de les Ferreres (Artés) · Vegeu més fotos d'aquest monument · Carregueu una nova foto d'aquest monument                         |
| Can Jan                                              |             | Renaixement XVI                                                | Artés C. del Mig, 16                                        | 41° 47′ 55″ N, 1° 57′ 06″ E / 41.798693°N,1.951734°E | IPA-16197     | Can Jan (Artés) · Vegeu més fotos d'aquest monument · Carregueu una nova foto d'aquest monument                                      |
| Cal Teixidor                                         |             | Gòtic XV                                                       | Artés C. del Padró, 5                                       | 41° 47′ 57″ N, 1° 57′ 05″ E / 41.799067°N,1.951331°E | IPA-16199     | Cal Teixidor (Artés) · Vegeu més fotos d'aquest monument · Carregueu una nova foto d'aquest monument                                 |
| Antic Hospital                                       |             | Barroc XVIII                                                   | Artés C. del Padró, 11                                      | 41° 47′ 56″ N, 1° 57′ 06″ E / 41.79898°N,1.951621°E  | IPA-16200     | Antic Hospital (Artés) · Vegeu més fotos d'aquest monument · Carregueu una nova foto d'aquest monument                               |
| Habitatge al carrer del Fort, 30                     |             | Barroc XVIII                                                   | Artés C. del Fort, 30 - c. de la Bassa d'en Serola          | 41° 47′ 57″ N, 1° 57′ 04″ E / 41.79904°N,1.95100°E   | IPA-16201     | Habitatge al carrer del Fort, 30 (Artés) · Vegeu més fotos d'aquest monument · Carregueu una nova foto d'aquest monument             |
| La Cooperativa - El Casino                           |             | Eclecticisme XX                                                | Artés Carretera de Prats, 2 (enderrocat)                    | 41° 47′ 54″ N, 1° 57′ 17″ E / 41.798291°N,1.954834°E | IPA-16203     | La Cooperativa (Artés) · Vegeu més fotos d'aquest monument · Carregueu una nova foto d'aquest monument                               |
| Torre del Felipet, o Cal Felipet                     |             | Noucentisme XX                                                 | Artés C. Rocafort, 25-27                                    | 41° 47′ 51″ N, 1° 57′ 12″ E / 41.797482°N,1.953294°E | IPA-16204     | Carregueu una nova foto d'aquest monument                                                                                            |
| Capella del cementiri o del Fossar                   |             | Racionalisme XX                                                | Artés Cementiri municipal                                   | 41° 47′ 45″ N, 1° 56′ 33″ E / 41.795817°N,1.942609°E | IPA-16206     | Carregueu una nova foto d'aquest monument                                                                                            |
| Panteó de la família Berenguer                       |             | Modernisme XX Inici                                            | Artés Cementiri municipal                                   | 41° 47′ 44″ N, 1° 56′ 33″ E / 41.795633°N,1.942576°E | IPA-16207     | Carregueu una nova foto d'aquest monument                                                                                            |
| Panteó de Josep Gili i Riera                         |             | XX Inici                                                       | Artés Cementiri municipal                                   | 41° 47′ 44″ N, 1° 56′ 33″ E / 41.795633°N,1.942576°E | IPA-16208     | Carregueu una nova foto d'aquest monument                                                                                            |
| Cal Quingles, o Cal Bonamic                          |             | Obra popular XVII-XIX                                          | Artés C. Roca, 6 - c. Dr. Ferrer                            | 41° 47′ 59″ N, 1° 57′ 12″ E / 41.799697°N,1.953234°E | IPA-16209     | Cal Quingles (Artés) · Vegeu més fotos d'aquest monument · Carregueu una nova foto d'aquest monument                                 |
| La Ponça                                             |             | Obra popular XVII-XIX                                          | Artés Camí de la Vall, vora el Mas Ribatallada              | 41° 48′ 05″ N, 1° 59′ 37″ E / 41.801400°N,1.993543°E | IPA-16215     | Carregueu una nova foto d'aquest monument                                                                                            |
| Mas Malla                                            |             | Historicisme XVIII-XIX                                         | Artés Serrat de la Malla, ctra. d'Artés a Calders           | 41° 47′ 38″ N, 1° 57′ 34″ E / 41.793801°N,1.959565°E | IPA-16217     | Mas Malla (Artés) · Vegeu més fotos d'aquest monument · Carregueu una nova foto d'aquest monument                                    |
| Masia de Ribatallada                                 |             | Obra popular XVI                                               | Artés Camí de la Vall, prop de la urbanització Urbisol      | 41° 48′ 20″ N, 2° 00′ 15″ E / 41.805420°N,2.004241°E | IPA-16218     | Carregueu una nova foto d'aquest monument                                                                                            |
| Mas de les Valls                                     |             | Obra popular XVI, XIX                                          | Artés La Vall, a 5 km d'Artés                               | 41° 48′ 16″ N, 1° 59′ 47″ E / 41.804424°N,1.996456°E | IPA-16167     | Carregueu una nova foto d'aquest monument                                                                                            |
| Casanova                                             |             | Obra popular XVII-XIX                                          | Artés Ctra. a Avinyó, km 46 a la dreta, camí de Salabernada | 41° 48′ 31″ N, 1° 57′ 31″ E / 41.808682°N,1.958722°E | IPA-16169     | Casanova (Artés) · Vegeu més fotos d'aquest monument · Carregueu una nova foto d'aquest monument                                     |
| Barraca de vinya                                     |             | Obra popular XIX                                               | Artés Camí de Malla                                         | 41° 47′ 34″ N, 1° 57′ 37″ E / 41.792889°N,1.960313°E | IPA-16212     | Carregueu una nova foto d'aquest monument                                                                                            |
| La Fassina                                           |             | Obra popular XIX-XX                                            | Artés C. de la Fassina                                      | 41° 47′ 58″ N, 1° 57′ 26″ E / 41.799419°N,1.957247°E | IPA-16164     | La Fassina (Artés) · Vegeu més fotos d'aquest monument · Carregueu una nova foto d'aquest monument                                   |
| Ca la Paulina                                        |             | Modernisme XIX-XX                                              | Artés C. de la Barquera, 13                                 | 41° 47′ 56″ N, 1° 57′ 14″ E / 41.798892°N,1.953801°E | IPA-16171     | Ca la Paulina (Artés) · Vegeu més fotos d'aquest monument · Carregueu una nova foto d'aquest monument                                |
| Soldevila                                            |             | Obra popular XVIII                                             | Artés Pla de Salavés, ctra. d'Artés a St. Fruitós, km 4     | 41° 47′ 00″ N, 1° 54′ 44″ E / 41.783384°N,1.912284°E | IPA-16165     | Soldevila (Artés) · Vegeu més fotos d'aquest monument · Carregueu una nova foto d'aquest monument                                    |
| El Colomer                                           |             | Obra popular XVI, XVIII, XX                                    | Artés Pla de Salavés, ctra. St. Fruitós a Artés, km 4       | 41° 46′ 56″ N, 1° 54′ 40″ E / 41.782291°N,1.911003°E | IPA-16168     | El Colomer (Artés) · Vegeu més fotos d'aquest monument · Carregueu una nova foto d'aquest monument                                   |
| Can Vila                                             |             | Obra popular, historicisme XVI                                 | Artés Pista des del polígon industrial                      | 41° 47′ 15″ N, 1° 56′ 32″ E / 41.787626°N,1.942118°E | IPA-16211     | Can Vila (Artés) · Vegeu més fotos d'aquest monument · Carregueu una nova foto d'aquest monument                                     |
| Sant Hilari Vell                                     |             | Obra popular XVI-XVIII                                         | Artés Ctra. de St. Fruitós a Artés, km 2,5                  | 41° 47′ 20″ N, 1° 55′ 44″ E / 41.788890°N,1.928847°E | IPA-16166     | Carregueu una nova foto d'aquest monument                                                                                            |
| Mas Canet                                            |             | Obra popular XVIII                                             | Artés Ctra. de Cabrianes a Artés, km 4                      | 41° 48′ 03″ N, 1° 56′ 17″ E / 41.800872°N,1.937976°E | IPA-16170     | Carregueu una nova foto d'aquest monument                                                                                            |